# Tivolis Koncertsal
Tivolis Koncertsal ligger i hjertet af Tivoli og blev oprindeligt opført i 1902 i maurisk stil ved Richard Bergmann og Tivoli-direktør Knud Arne Petersen. I 1944, under tyskernes besættelse af Danmark, blev den sprængt i luften som en hævnaktion mod den danske modstandsbevægelse.
Den nuværende udgave af koncertsalen blev bygget 1954-1956 efter tegninger af Frits Schlegel og Hans Hansen. I 2005 blev koncertsalen moderniseret og publikumsområderne i tilknytning til salen kraftigt udvidet, bl.a. med en foyer i glas (Rotunden). Inde i salen er der tilføjet en orkestergrav og farverne i salen er ført tilbage de oprindelige. Under koncertsalen ligger endnu en foyer, Akvariefoyeren, med Europas længste saltvandsakvarium. Til gengæld blev koncertsalens originale indgangsparti mod Tietgensgade revet ned, hvorved kunstneren Mogens Zielers store mosaik Musik-dyr gik tabt.
Eurovision Song Contest 1964 blev afholdt i Tivolis Koncertsal.